# 만수에토 벨라스코
만수에토 "오뇨크" 벨라스코 주니어(필리핀어: Mansueto "Onyok" Velasco Jr., 1974년 1월 10일 ~ )는 필리핀의 권투 선수, 배우이다. 1991년 동남아시아 경기 대회에서 금메달을 획득한 후 1994년 아시안 게임에서도 라이트플라이급 금메달을 획득했다. 이후 1996년 하계 올림픽 라이트플라이급에 출전하여 필리핀 선수로는 안토니 비야누에바 이후 처음으로 올림픽 은메달을 획득했다.
선수 은퇴 후에는 희극인과 배우 생활을 시작하여 필리핀의 여러 방송에 출연했다. 동생인 로엘도 권투 선수로 활동하여 1992년 하계 올림픽에서 복싱 동메달을 획득했다.